# Sarcaulus vestitus
Sarcaulus vestitus är en tvåhjärtbladig växtart som först beskrevs av Charles Baehni, och fick sitt nu gällande namn av Terence Dale Pennington. Sarcaulus vestitus ingår i släktet Sarcaulus och familjen Sapotaceae. IUCN kategoriserar arten globalt som sårbar. Inga underarter finns listade i Catalogue of Life.